# NGC 1751
NGC 1751 é um aglomerado aberto na direção da constelação de Mensa. O objeto foi descoberto pelo astrônomo James Dunlop em 1826, usando um telescópio refletor com abertura de 9 polegadas. Devido a sua moderada magnitude aparente (+14,5), é visível apenas com telescópios amadores ou com equipamentos superiores. 